# كتلة التمايز 8

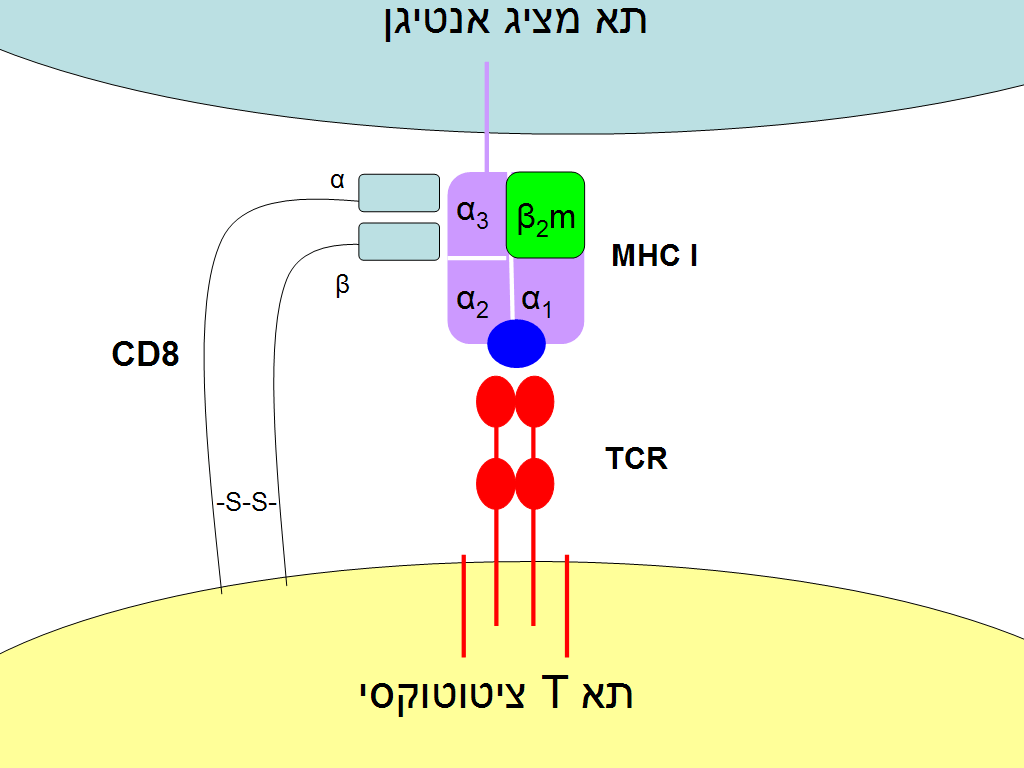

CD8 هو بروتين سكري عابر للغشاء الخلوي لـ خلية تائية ليمفاوية Tc
يعمل كمساعد لمستقبلات الخلية التائية TCR ، ويمكنها من
الارتباط بـ MHC مُعَقَّدُ التَّوافُقِ النَّسيجِيِّ الكَبير من نوع MHC I .

## الارتباط ب MHC
- كتلة التمايز 4 ( CD4) يمكنها الارتباط بـالمعقد MHC II
- بينما كتلة التمايز 8 (CD8 ) فيمكنها الارتباط بـالمعقد MHC 1

## اقرأ أيضا
- عنقود تمايز
- كتلة التمايز 4
- خلية تي قاتلة
- معقد التوافق النسيجي الكبير
- خلية تي خام